# Valérie Lemercier
Valérie Lemercier (ur. 9 marca 1964 w Dieppe) – francuska aktorka, reżyserka i piosenkarka.
Dwukrotna laureatka Cezara za role w filmach Goście, goście oraz Krzesła orkiestry. W 1996 wydała debiutancki album muzyczny.

## Wybrana filmografia
- 1988: Pałac
- 1990: Milou w maju
- 1991: Operacja Cornet Beef
- 1992: Bal natrętów
- 1993: Goście, goście
- 1995: Sabrina
- 1997: Quadrille
- 2002: Piątkowa noc
- 2004: RRRrrrr!!!
- 2005: Królową być
- 2006: Le Héros de la famille
- 2006: Krzesła orkiestry
- 2007: Kłopotliwy gość
- 2008: Agathe Cléry
- 2009: Mikołajek
- 2011: Witajcie na pokładzie!
- 2012: L'amour dure trois ans
- 2012: Asterix i Obelix: W służbie Jej Królewskiej Mości
- 2013: Wymarzony bachor
- 2014: Wakacje Mikołajka

## Dyskografia
- 1996: Valérie Lemercier chante